# Siegfried Graf Lehndorff

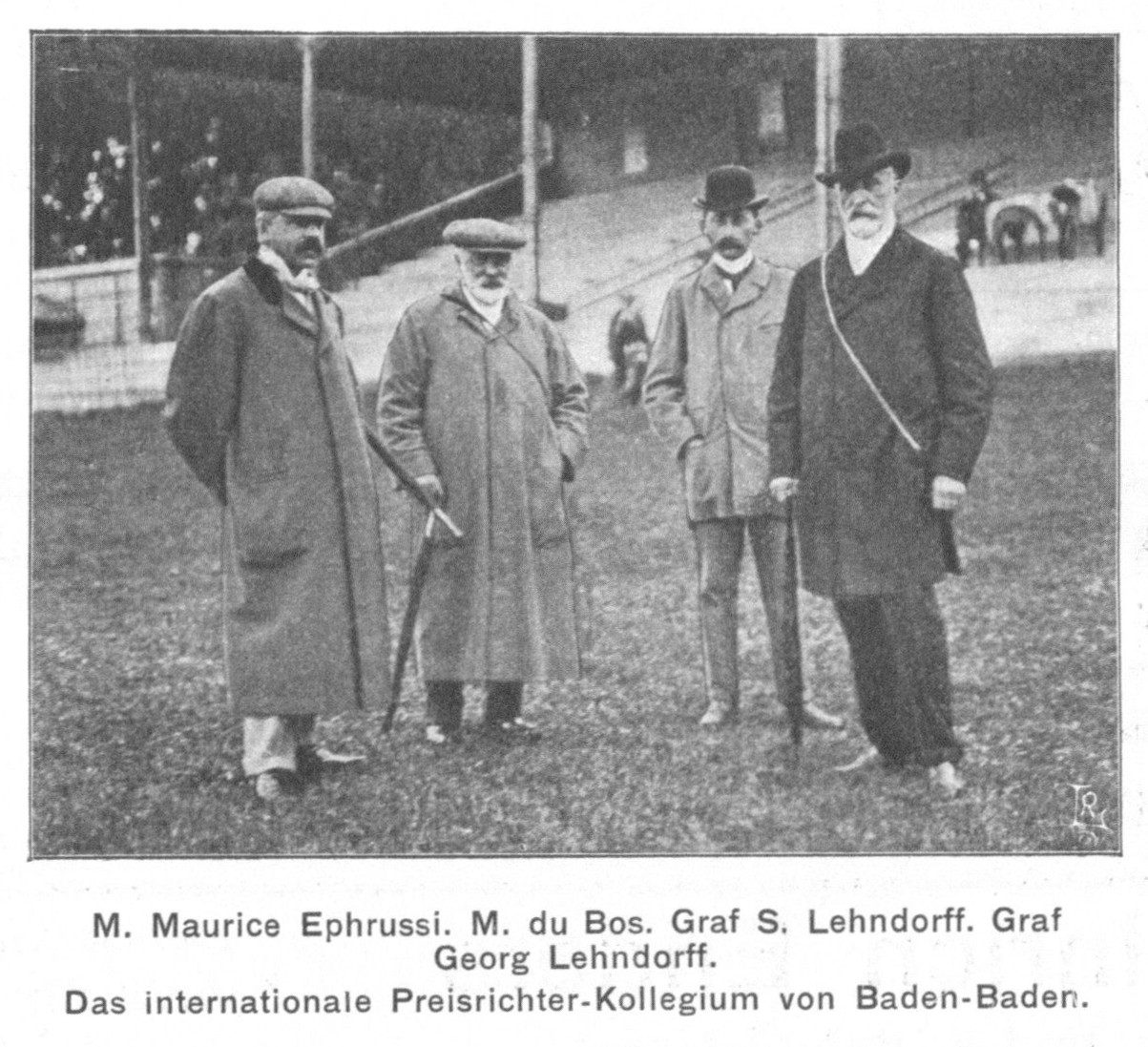
Siegfried Graf von Lehndorff (zweiter von rechts) als Mitglied eines Preisrichter-Kollegiums in Baden-Baden im Jahre 1902. Sein Vater Georg steht ganz rechts.

Siegfried Karl Heinrich Graf von Lehndorff (* 11. April 1869 in Graditz; † 6. April 1956 in Bad Godesberg) war Landstallmeister in den preußischen Hauptgestüten Neustadt (Dosse), Graditz und Trakehnen und zählte zu den erfolgreichsten Amateurrennreitern in der Geschichte des deutschen Galopprennsports.

## Leben
Lehndorff wurde als viertes Kind von Georg von Lehndorff und seiner Frau Klara (geb. Gräfin von Kalnein; * 24. März 1836 in Königsberg (Preußen); † 31. Januar 1911 in Potsdam) in Graditz geboren, wo sein Vater Oberlandstallmeister war. Er hat drei ältere Schwestern: Pauline (* 2. Dezember 1855; † 26. Januar 1930), Nancy Magdalena Julia (25. Juli 1858 in Königsberg (Preußen); † 20. Juli 1937 in Berlin), Emmy Anna Amelie (* 31. März 1861 in Haselhorst; † 15. April 1944 in Veltheimsburg ⚭ Franz von Veltheim (* 21. Oktober 1856 in Quedlinburg; † 19. Oktober 1927 in Halle (Saale))) und einen jüngeren Bruder (Meinhard; * 20. Februar 1871; † 21. Oktober 1933).
Er begann im Alter von sechs Jahren mit dem Reiten und begleitete seinen Vater in seiner Kindheit zu verschiedenen Pferderennen. Nach dem Abitur 1889 am Königlichen Gymnasium in Leipzig trat er 1890 in das 1. Garde-Ulanen-Regiment in Potsdam ein und wurde 1891 Offizier. In diesem Jahr ritt er in Insterburg sein erstes Rennen, ein Hürdenrennen, welches er gewann. 1895 siegte er in dem damals größten deutschen Hindernis-Rennen, der Berliner Internationale Steeple-Chase auf der heutigen Trabrennbahn Karlshorst. 1897 wurde er auf dem damals schwersten europäischen Hindernisrennen, dem Pardubitzer Steeple-Chase, auf Crackshot Dritter. Mit 166 Siegen bei 541 Starts bei Wettbewerben zählte er Ende des 19. Jahrhunderts zur Spitzengruppe der deutschen Herrenreiter.
Vom 1. April 1896 bis 31. März 1906 leitete Siegfried von Lehndorff das Friedrich-Wilhelm-Gestüt in Neustadt (Dosse), das 1905 Hauptgestüt und er damit Landstallmeister wurde. 1906 übernahm er von seinem Vater die Leitung des Hauptgestüts Graditz. Auf sein Bestreben hin wurde 1913 der in Irland gezogene Vollbluthengst Dark Ronald erworben, der wie kein anderer die deutsche Pferdezucht beförderte. Mit dessen Sohn Herold setzte er sich selbst in der deutschen Vollblutzucht ein Denkmal, mit dem sein Name für immer verbunden sein wird. 1922 wurde die Graditzer Vollblutzucht von der Halbblutzucht getrennt und in das neu gegründete Hauptgestüt Altefeld verlegt. Lehndorff hatte daraufhin die Wahl, in Graditz zu bleiben oder die Leitung von Altefeld oder Trakehnen zu übernehmen. Er entschied sich für Trakehnen und wirkte dort von 1922 bis 1931. Nach Differenzen mit dem Oberlandstallmeister und dem zuständigen Minister wurde Ernst Ehlert als sein Nachfolger ernannt und Lehndorff zum Gestüt Braunsberg versetzt. Dort blieb er bis zu seiner Pensionierung am 30. September 1934.
Seine Frau Maria (May) (* 1886) wurde von den Nationalsozialisten 1944 wegen ihrer standhaften Haltung in Haft gesetzt. Im Januar 1945 wurde sie zusammen mit ihrem ältesten Sohn Heinfried auf der Flucht von Gut Januschau in der Nähe von Stuhm von Rotarmisten erschossen, zusammen mit 16 anderen Mitgliedern ihres Trecks. Zwei weitere Söhne, Meinhard und Elhard, fielen im Zweiten Weltkrieg. Der Sohn Georg starb 1943 an einer Hirnblutung. Der zweitälteste Sohn, Hans Graf von Lehndorff, der Verfasser des „Ostpreußischen Tagebuchs“, war Chirurg, Schriftsteller und Kommendator der Preußischen Genossenschaft des Johanniterordens; er starb 1987 in Bad Godesberg.
Trotz seiner introvertierten Persönlichkeit – Siegfried Graf von Lehndorff galt als sehr zurückgezogen und kühl, was auf seine Schwerhörigkeit zurückgeführt wurde – war er wegen seiner hippologischen Fachkenntnisse und seiner Amtsführung als Gestütsleiter hoch angesehen.

## Familie
Er heiratete am 4. Oktober 1907 in Januschau Maria (May) von Oldenburg (* 9. Juli 1886 auf Gut Januschau (Januszewo) im Kreis Rosenberg in Westpreußen; † 25. Januar 1945 in Kuntken bei Altmark in Westpreußen), einer Tochter des deutschen Großagrariers, Lobbyisten und einflussreichen Reichstagsabgeordneten Elard von Oldenburg-Januschau und dessen Ehefrau Agnes geborene Gräfin von Kanitz. Zusammen hatte das Paar fünf Söhne und eine Tochter:
- Siegfried-Heinrich Georg Elhard Graf von Lehndorff (* 28. Dezember 1908 in Graditz; † 25. Januar 1945 in Kuntken bei Altmark in Westpreußen)
- Hans Friedrich Carl Meinhard Graf von Lehndorff (* 13. April 1910 in Graditz; † 4. September 1987) ⚭ Margarete Eleonore Gertrud Valeska Gräfin Finck von Finckenstein (* 8. November 1916 in Jäskendorf; † 13. Juni 1987 in Bonn)
- Georg Ahasverus Alexander Graf von Lehndorff (* 13. August 1911 in Graditz; † 14. Januar 1943, gefallen am Ladogasee)
- Elard Christian Friedrich Carl-Ludwig Graf von Lehndorff (* 4. Februar 1913 in Graditz; † 29. Juni 1940 in Wölkham (Halfing) an den Spätfolge eines 1931 auf der Trabrennbahn Karlshorst erlittenen schweren Reitunfalls (Schädelbasisbruch) gestorben)
- Maria-Agnes Clara Paula Gräfin von Lehndorff (* 10. Juli 1916 in Graditz; † 27. Dezember 2014) ⚭ Karl Konrad Wilhelm Alexander Graf von der Groeben-Ponarien (* 31. August 1918; † 6. Juli 2005 in Baden-Baden), Unternehmer und gemeinsam mit seiner Ehefrau Stifter der Karl Konrad und Ria Groeben-Stiftung
- Meinhard Botho Emil Carl Natango Graf von Lehndorff (* 18. Juli 1921 in Graditz; † 20. Mai 1940 bei Maubeuge während des Westfeldzugs gefallen)

## Werke
- Ein Leben mit Pferden, - Documenta Hippologica -, Nachdruck der Ausgabe von 1956, Georg Olms Verlag, Hildesheim. (Lebenserinnerungen des Landstallmeisters)